# Progrès technique neutre au sens de Solow
Le progrès technique neutre au sens de Solow est le progrès technique qui accroît le facteur capital, et maintient le facteur travail constant. Il est donc neutre à l'égard de ce dernier.

## Histoire
La recherche économique sur les fonctions de production et le progrès technique se déploie à partir des années 1930. Dans son livre The Theory of Wages (1932), John Hicks interroge le rôle du facteur technologique dans la fonction de production des entreprises et suppose que le progrès technique affecte symétriquement le facteur travail et le facteur capital. Robert Solow s'oppose à cette conception.

## Concept
Dans le cadre d'une fonction de production de type Cobb-Douglas, la production est représentée par le facteur capital (K), le facteur travail (L), et la technologie (A). Cette technologie est une sorte de stock, car elle dépend des inventions qui l'ont précédée et qui sont utilisées dans le processus de production.
Robert Solow soutient que le progrès technique est équivalent à une augmentation de la quantité de capital utilisée pour la production. Le progrès technique peut être dit neutre lorsqu'il affecte la productivité du capital (K). Lorsque le progrès technique augmente la productivité de K, le produit par tête ne varie pas pour un taux de salaire inchangé.
En d'autres termes, du fait de l'accroissement quantitatif du capital (augmentation de l'intensité capitalistique), le progrès technique maintient le coefficient de travail (L divisé par Y) constant. Ainsi, le progrès technique est neutre sur le produit marginal du travail.
La fonction de production s'écrit par conséquent :
{\displaystyle \,Y=F(AK,L)}